# Allsherjargoði
Allsherjargoði era un ufficio nello Stato libero d'Islanda, tenuto da un goði che aveva autorità politica, spirituale e giudiziaria sul goðorð dei discendenti di Ingólfur Arnarson, il primo vichingo a stabilirsi in Islanda. Il ruolo della llsherjargoði era di santificare l'Althing all'inizio dell'anno.

## Storia
Þorsteinn Ingólfsson, figlio di Ingólfr Arnarson, fu goði quando l'Althing fu fondato nell'anno 930 e divenne il primo allsherjargoði; suo figlio, Þorkell máni Þorsteinsson, ereditò l'ufficio intorno al 945 e si occupò anche di compiti come il lagman. In Seguito ci fu Þormóður Þorkelsson, che mantenne la posizione tra il 984 e il 1020; suo figlio, Hámall Þormóðsson, fece lo stesso fino al 1055. Hamall ebbe tre figli, Þormóðr, Torfi e Már, ma non si sa se qualcuno di loro abbia ereditato la posizione, in realtà non vi è alcuna registrazione della carica durante il secolo successivo.
Nel 1160, Guðmundr gríss Ámundason, presumibilmente un discendente di Hamall, mantenne la posizione di allsherjargoði. Mantenne il suo ruolo fino alla sua morte nel 1197, quando subentrò suo figlio Magnús góði Guðmundarson. Magnús mantenne la sua posizione fino al 1234 ma non ebbe figli, quindi non si sa chi abbia ricoperto il suo posto più tardi. Alcuni dicono Árni óreiða Magnússon, nipote di Guðmundr gríss e genero dell'escursionista Snorri Sturluson, essendo l'ultimo allsherjargoði. Il Commonwealth scomparve nel 1262 quando il goðar giurò fedeltà e lealtà al re norvegese.

## Neopaganesimo
Il capo ufficiale del gruppo rinascimentale nordico neopagano Ásatrúarfélagið detiene il titolo di allsherjargoði. Il primo ad assumere il ruolo è stato il suo fondatore Sveinbjörn Beinteinsson, attualmente e nelle mani di Hilmar Örn Hilmarsson.